# ستيفن دونالد
ستيفن دونالد (بالإنجليزية: Stephen Donald)‏ هو لاعب اتحاد الرغبي نيوزلندي، ولد في 3 ديسمبر 1983 في أوكلاند في نيوزيلندا.

## وصلات خارجية
- ستيفن دونالد على موقع دوري الرغبي الممتاز (الإنجليزية)
- ستيفن دونالد عل موقع إسبنسكروم (الإنجليزية)
- ستيفن دونالد على موقع ItsRugby.co.uk (الإنجليزية)